# Rentgenová mikrotomografie

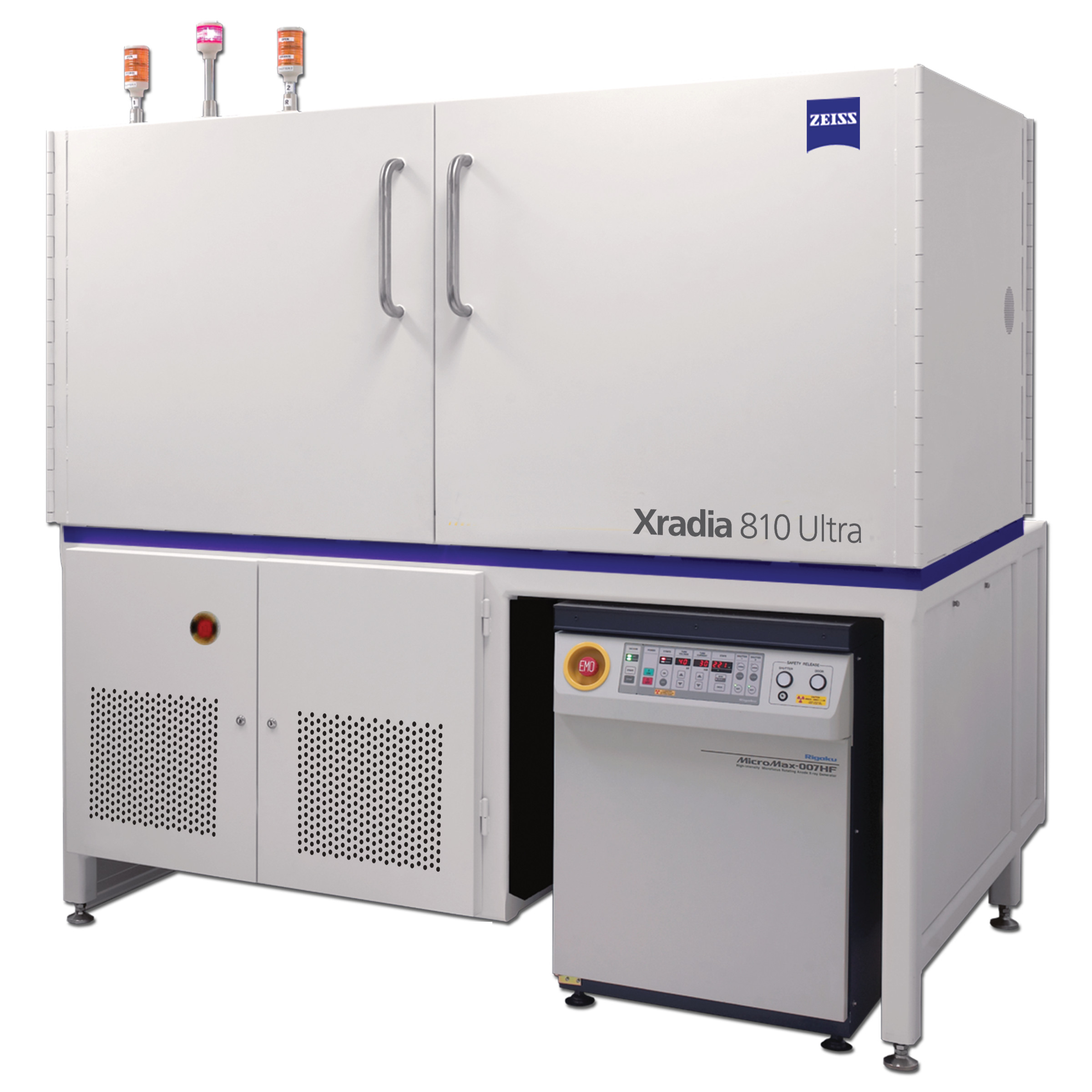
Rentgenový mikrotomograf ZEISS Xradia 810 Ultra

Rentgenová mikrotomografie (také rentgenová výpočetní mikrotomografie, zkratka microCT nebo µCT) je zobrazovací metoda používaná pro nedestruktivní vizualizaci vnitřní struktury materiálů či živých tkání.  Využívá se jak v biologických vědách, tak v technických oborech a průmyslu. Metoda vychází z CT používané v medicíně. Metoda je založena na vytvoření série 2D rentgenových projekcí, které jsou následně matematicky rekonstruovány pomocí softwaru do formy řezů a poté do trojrozměrné struktury sledovaného objektu. Oproti medicínským tomografům má microCT vyšší rozlišení a používá se ke skenování drobných vzorků či malých zvířat v případě in vivo microCT.

## Základní typy

### In vitro a ex vivo microCT
Pro skenování materiálů a neživých objektů se používají microCT, kde se snímaný objekt otáčí během skenování kolem své osy, zdroj RTG záření i detektor jsou umístěny na pevno. Kvalita obrazu těchto in vitro skenerů dosahuje rozlišení od mikronů až po desítky nanometrů.

### In vivo microCT
U skenování živých zvířat (myši, potkani) je naopak fixován skenovaný objekt, kolem kterého rotuje zářič s detektorem, podobně jako u medicínského CT.

## Ukázky
- 3D vizualizace ostnohřbetky
- 3D zobrazení vaskularizace mozku myši

Dvoufázová analýza slitiny
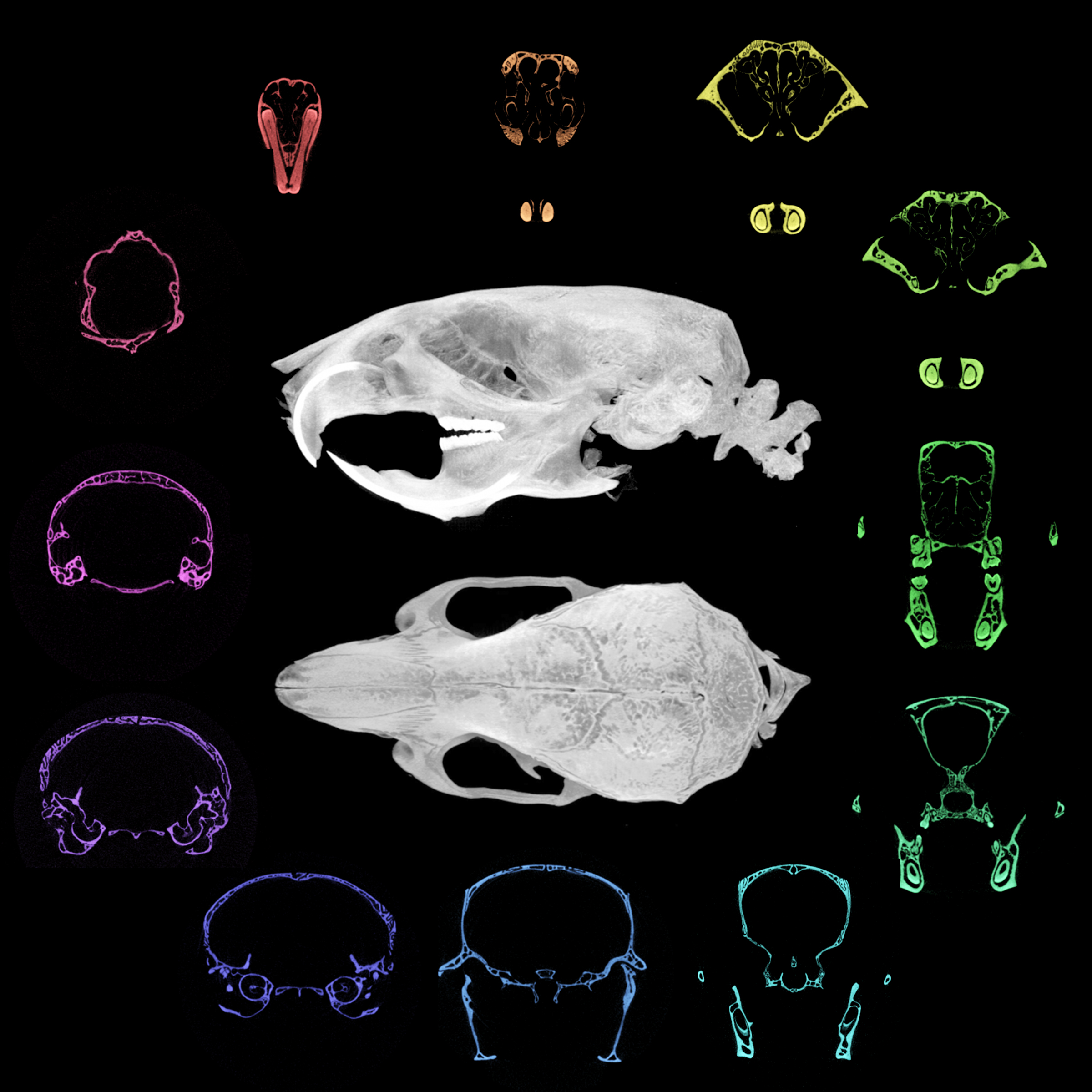
Lebka myši